# 域陀·雲耶馬
域陀·穆古比·雲耶馬（英語：ⓘ；1991年6月25日—），為肯雅足球運動員，司職防守中場或中堅的他現時效力美職球會蒙特利尔冲击。
雲耶馬身材高大，體能充沛，擁有精準的攔截和出色的護球能力，是球隊的重要屏障，加上經常後上助攻有收穫，故此他是個能攻擅守的球員。
他亦是已退役國米和帕爾馬球星麥當勞·馬里加的叔叔。

## 生平

### 早年
雲耶馬少年時曾加盟肯尼亚足球超级联赛球會奈洛比星隊和亞布盧雅豹隊的青訓營，其後他加盟瑞典足球超級聯賽球隊希爾星堡青訓營，2008年返國。

### 職業生涯
比斯查
返國後不久，雲耶馬與比利時甲組球會比斯查簽下一份四年的合約，2008/09年為他的處子球季，球風硬朗的他在2009年9月因粗野侵犯安德列治球員馬蒂亞斯·蘇亞雷斯而被罰100歐元及停賽三場。
些路迪
早年2010年，雲耶馬已與些路迪扯上關係，最終些路迪在次年和他簽下一份四年的合約，雲耶馬亦成為蘇超史上第一位肯雅球員，身穿67號球衣，以紀念里斯本雄獅在1967年奪得歐洲杯，加盟後表現出色的他在同年12月奪得蘇超月份最佳年青球員獎項。
踏入2012/13年球季，雲耶馬成為能攻擅守的球員，2012年10月對聖美倫的賽事中梅開二度，其中第二球是離門25碼的「世界波」﹔同年11月7日，於歐洲冠軍聯賽分組賽主場對巴塞羅那的賽事中頂入一球，協助球隊爆冷以2-1擊敗該支西甲班霸，賽後有傳英超球會曼聯有意斟介雲耶馬。
修咸頓
2013年7月11日，雲耶馬加盟英超球隊修咸頓，轉會費1250萬鎊，成為首位登陸英超的肯雅及東非球員。
熱刺
2016年6月24日，雲耶馬正式加盟英超球隊熱刺，轉會費為1100萬鎊。

## 榮譽
些路迪
- 蘇格蘭超級足球聯賽冠軍﹕2011-12、2012-13
- 蘇格蘭足總盃冠軍﹕2012-13

蒙特利爾衝擊
- 加拿大足球錦標賽冠軍﹕2021

## 外部連結
- 足球数据库：域陀·雲耶馬的球员统计数据
- 域陀·雲耶馬在 National-Football-Teams.com 上的出场纪录
- Profile on Tottenham Hotspur website